# Tsering Döndrub
Pour les articles homonymes, voir Tsering Döndrub (homonymie).
Tsering Döndrub (tibétain : ཚེ་རིང་དོན་གྲུབ, Wylie : tshe ring don grub) est né en octobre 1961, dans le comté autonome mongol de  Malho de la Préfecture autonome tibétaine de Huangnan. Il est issu d'une famille de pasteurs nomades tibétains d'origine mongole, c'est un historien devenu un écrivain majeur de la littérature de fiction de langue tibétaine.

## Biographie
Tsering Dondrup est né en 1961 dans ce qui est traditionnellement connu sous le nom de Sokpo Dajujik (Sog po mda’ bcu gcig) , comté autonome mongol de  Malho, dans la province du Qinghai. Les natifs de cette région provenaient de la Mongolie, et Tsering Dondrup se présente souvent en disant : « Je suis né Mongol, mais ma langue et ma culture sont tibétaines ». 
Tsering Dondrup est diplômé de la Malho Prefecture Teacher Training School, et plus tard a étudié la langue et la littérature tibétaine au Qinghai University for Nationalities (en) à Xining et au Northwest University for Nationalities (en) de Lanzhou. Il a travaillé en tant que chercheur et rédacteur en chef la Malho Mongolian Autonomous County Annals Editorial Office.
Publié depuis 1980, ses écrits sont marqués par l'ironie et l'humour critiquant la bêtise et l'injustice des cadres corrompus du Parti communiste chinois mais aussi des lamas lâches et vénaux. L'impuissance devant la dépossession des Tibétains en Chine dominent ses nouvelles et romans.
Il fut l'un des fondateurs d'une des premières revues littéraires indépendantes.
Son roman Les Hurlements de la tempête rouge qui aborde la mémoire taboue de la révolte tibétaine de 1958 et la famine du Grand Bond en avant , fut interdit et lui valut d'être licencié en octobre 2009  de son poste de directeur du Bureau d’édition des archives historiques de la préfecture autonome mongole de Malho, au Qinghai, qui lui donnait accès à des statistiques confidentielles. Son passeport a été confisqué par les autorités.
La vallée des renards noirs, publié initialement en 2012 avec une fin modifiée pour satisfaire la censure dans le magazine littéraire tibétain officiel Drangshar puis intégralement en 2014 dans la revue d’État Littérature des nationalités,  est une forme de réquisitoire décrivant la politique imposée de déplacement des pasteurs nomades tibétains de leurs pâturages vers des lotissements pour familles sédentarisées. C'est la première fiction figurant l'actualité sensible au Tibet de la sédentarisation forcée de la totalité des nomades tibétains.
En 2015, un de ses romans, My Two Fathers, a fait partie de la première collection de romans écrits en tibétain publiée en Chine.
En 2019, son récit Tempête rouge évoque la révolte des nomades en 1958. Celui-ci déplaît au gouvernement, il est alors renvoyé de son emploi de fonctionnaire .

## Œuvres
- (bo) Mes po, 2001
- (bo) Smug pa 2002
- (bo) རླུང་དམར་འུར་འུར། Rlung dmar ‘ur ‘ur, (en) The Red Wind Scream, traduit par Heather Stoddard (Les Hurlements de la tempête rouge) 2009
- La vallée des renards noirs (2012 et 2014) traduction Françoise Robin
- My Two Fathers, 2015
- Tempête rouge (རླུང་དམར་འུར་འུར། Rlung dmar ‘ur ‘ur), 2019, Éditions Philippe Picquier, traduction Françoise Robin[10]